# استوکین تینهد
استوکین تینهد (به انگلیسی: Stokeinteignhead) یک روستا و محله مدنی در بریتانیا است که در Teignbridge واقع شده‌است. استوکین تینهد ۷۰۷ نفر جمعیت دارد.